# 朱尔·巴泰勒米-圣伊莱尔
朱尔·巴泰勒米-圣伊莱尔（法語：Jules Barthélemy-Saint-Hilaire，1805年8月19日—1895年11月24日），是法国哲学家、记者、政治家，法兰西第三共和国时期曾出任法兰西公学院院长、外交部部长。